# مطار الإسكندرية الدولي
مطار الإسكندرية الدولي سابقًا مطار برج العرب الدولي (إياتا: ALY، إيكاو: HEAX) هو مطار دولي مصري يقع في حي ثان العامرية بمدينة الإسكندرية، تبلغ مساحته حوالي 8520 فدان (34.47 كم²)، يبعد عن وسط مدينة الإسكندرية حوالي 49 كم في الاتجاه الجنوبي الغربي، أنشأ للتخفيف عن مطار النزهة، خدم المطار أكثر من 1.2 مليون مسافر بإجمالي 1112 رحلة داخلية ودولية خلال سنة 2021، ويعد المطار أحد المراكز الرئيسية لشركة مصر للطيران، والمركز الرئيسي لشركة العربية للطيران مصر، ويُمكن الوصول إليه من خلال محور المشير فؤاد أبو ذكري  وطريق الكافوري برج العرب.
شرعت هيئة الطيران المدني المصرية في أوائل سنة 1998، في بحث إقامة مطار دولي جديد على جزء من أرض قاعدة برج العرب الجوية، والتي كانت أرضها مخصصة أصلاً لهيئة الطيران المدني، كلفت الهيئة المكتب الاستشاري بوضع تصميم لإنشاء مطار دولي لاستقبال الرحلات الجوية بدلًا من مطار النزهة الذي لا تتحمل ممراته الطائرات الكبيرة لطبيعة الأرض السبخة، بالإضافة إلى وجود عوائق من المباني المخالفة لحقوق الارتفاع حول المطار، وفي أكتوبر 2010 افتتح مبنى رقم 1 للمطار. أعلنت وزارة الطيران المدني تغيير الاسم الرسمي للمطار من برج العرب الدولي لمطار الإسكندرية الدولي ورموز إيكاو وإياتا من "HEBA" و "HBE" إلى "HEAX" و "ALY" وذلك بداية من 4 سبتمبر 2025.

## مرافق المطار

### مبنى الركاب رقم 1
افتتح المبنى في عام 2010، على مساحة 22 ألف م²، وتصل طاقته الاستيعابية إلى مليون و200 ألف راكب سنويًا، ومواقف لانتظار الطائرات تستوعب 11 طائرة من مختلف الطرازات، يتكون المبنى من ثلاثة أدوار، تحتوي على 18 كاونتر لاستلام حقائب المغادرين، نظام حقائب آلي يحتوي على سير واحد للسفر، 3 سيور وصول، عدد 8 كاونتر لتوثيق الجوازات للركاب المغادرين، عدد 10 كاونتر لتوثيق جوازات الركاب القادمين. بالإضافة إلى أربعة بوابات متصلة بجسور لإيصال الركاب للطائرات من خلالها، وذلك بخلاف البوابات الأخرى التي سيتم نقل الركاب للطائرات عن طريق الحافلات.

### مبنى الركاب رقم 2
افتتح المبنى سنة 2025 وتبلغ طاقته الاستيعابية أكثر 4 مليون راكب سنويًا على مساحة حوالي 36 ألف م²، بقرض ميسر مقدم من وكالة اليابان للتعاون الدولي جايكا لوزارة الطيران المدني المصرية بقيمة حوالي 18.2 مليار ين ياباني، يضم المبنى 40 كاونترا لإنهاء إجراءات السفر، و 16 كاونترا للجوازات، مواقف لانتظار الطائرات تستوعب 20 طائرة من مختلف الطرازات، ويعتبر المبنى أول مبنى ركاب صديق للبيئة في أفريقيا والشرق الأوسط.

### قرية البضائع
يضم المطار قرية للبضائع على مساحة 24 ألف م²، أُفتتحت سنة 2010 بتكلفة حوالي 550 مليون دولار، وتبلغ سعة تشغيلها حوالي 10 آلاف طن من البضائع المختلفة، وتضم موقف لانتظار الطائرات يستوعب طائرة شحن واحدة.

## خطوط وشركات الطيران
فيما يلي الشركات العاملة في المطار:
| شركـات طيـران           | الوجهات |
| ----------------------- | --- |
| الخطوط الجوية الإيجية   | موسمي: مطار أثينا الدولي |
| الخطوط الجوية الإفريقية | مطار بنينا الدولي، مطار مصراتة الدولي، مطار معيتيقة الدولي |
| العربية للطيران         | مطار زايد الدولي، مطار الملكة علياء الدولي، مطار الملك فهد الدولي، مطار الملك عبد العزيز الدولي، مطار الملك خالد الدولي، مطار الشارقة الدولي، مطار الطائف الدولي (تبدأ 21 فبراير 2025) موسمي: مطار أوريو أل سيريو              |
| إير كايرو               | مطار الملكة علياء الدولي، مطار حمد الدولي، مطار الملك عبد العزيز الدولي، مطار الكويت الدولي موسمي: مطار محمد الخامس الدولي، مطار الشارقة الدولي، مطار شرم الشيخ الدولي                                                         |
| مصر للطيران             | مطار القاهرة الدولي، مطار الملك فهد الدولي، مطار دبي الدولي، مطار الملك عبد العزيز الدولي، مطار الكويت الدولي، مطار الأمير محمد بن عبد العزيز الدولي، مطار الملك خالد الدولي موسمي: مطار الغردقة الدولي، مطار شرم الشيخ الدولي |
| فلاي دبي                | مطار دبي الدولي |
| طيران الخليج            | موسمي: مطار البحرين الدولي |
| طيران الجزيرة           | مطار الكويت الدولي |
| الخطوط الجوية الليبية   | مطار بنينا الدولي، مطار معيتيقة الدولي |
| خطوط بيغاسوس            | مطار صبيحة كوكجن الدولي |
| خدمات البترول الجوية    | عارض: مطار القاهرة الدولي |
| الخطوط الجوية القطرية   | مطار حمد الدولي |
| طيران السلام            | مطار مسقط الدولي |
| الخطوط السعودية         | مطار الملك عبد العزيز الدولي، مطار الأمير محمد بن عبد العزيز الدولي، مطار الملك خالد الدولي |
| الخطوط الجوية التركية   | مطار إسطنبول الدولي |
| ويز للطيران             | مطار زايد الدولي |

## معرض الصور

مبنى الركاب رقم 1
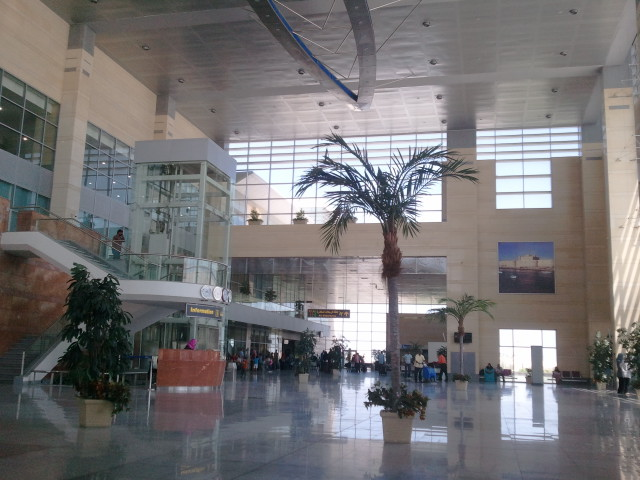
صالة تسجيل الركاب
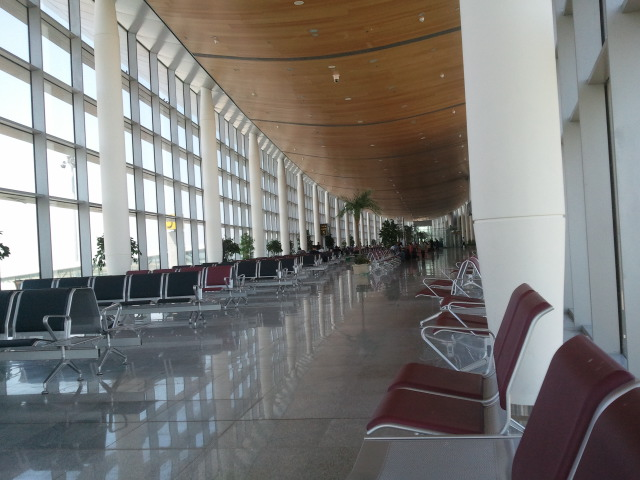
صالة انتظار المسافرين
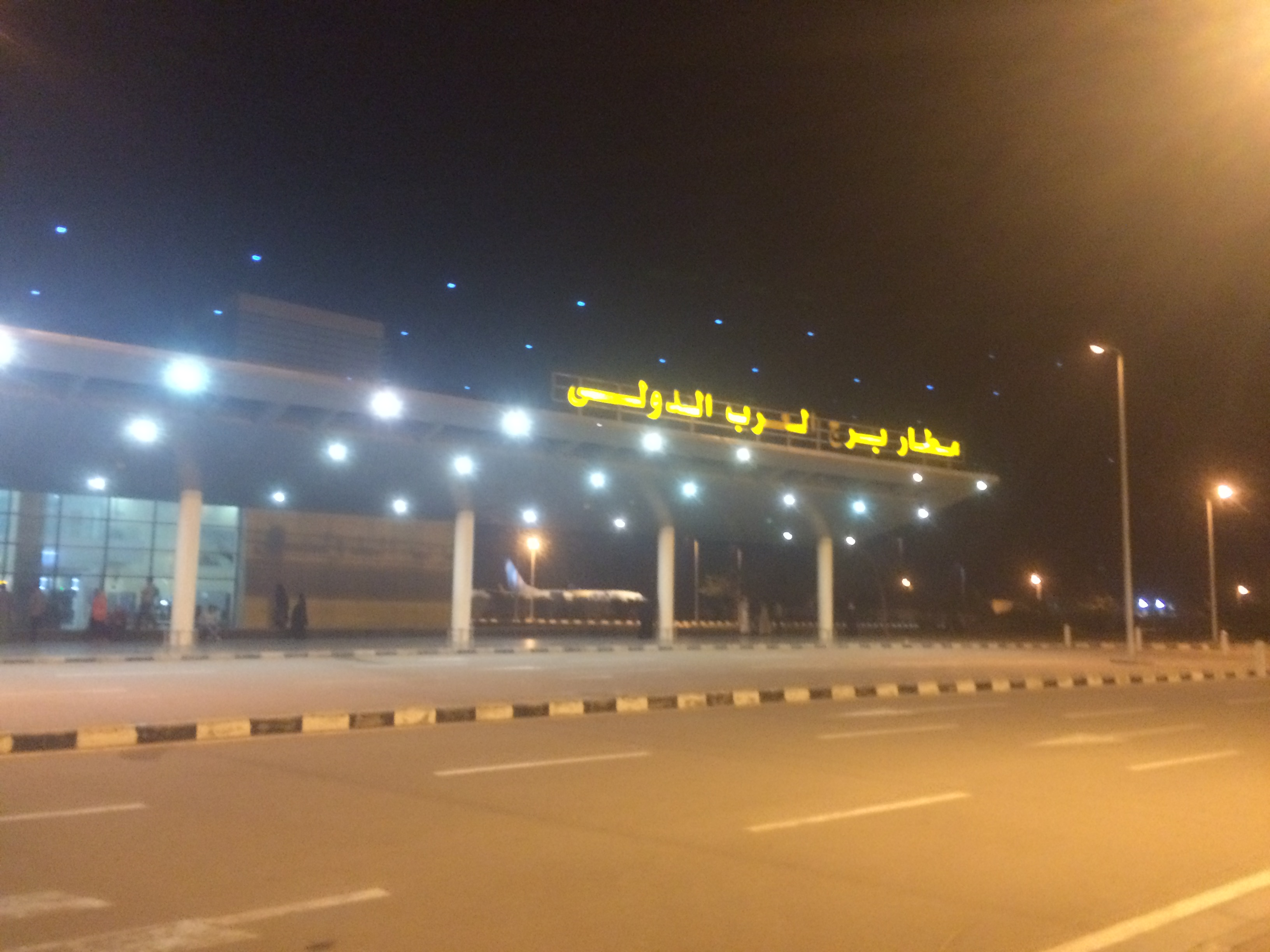
مبنى الركاب رقم 1
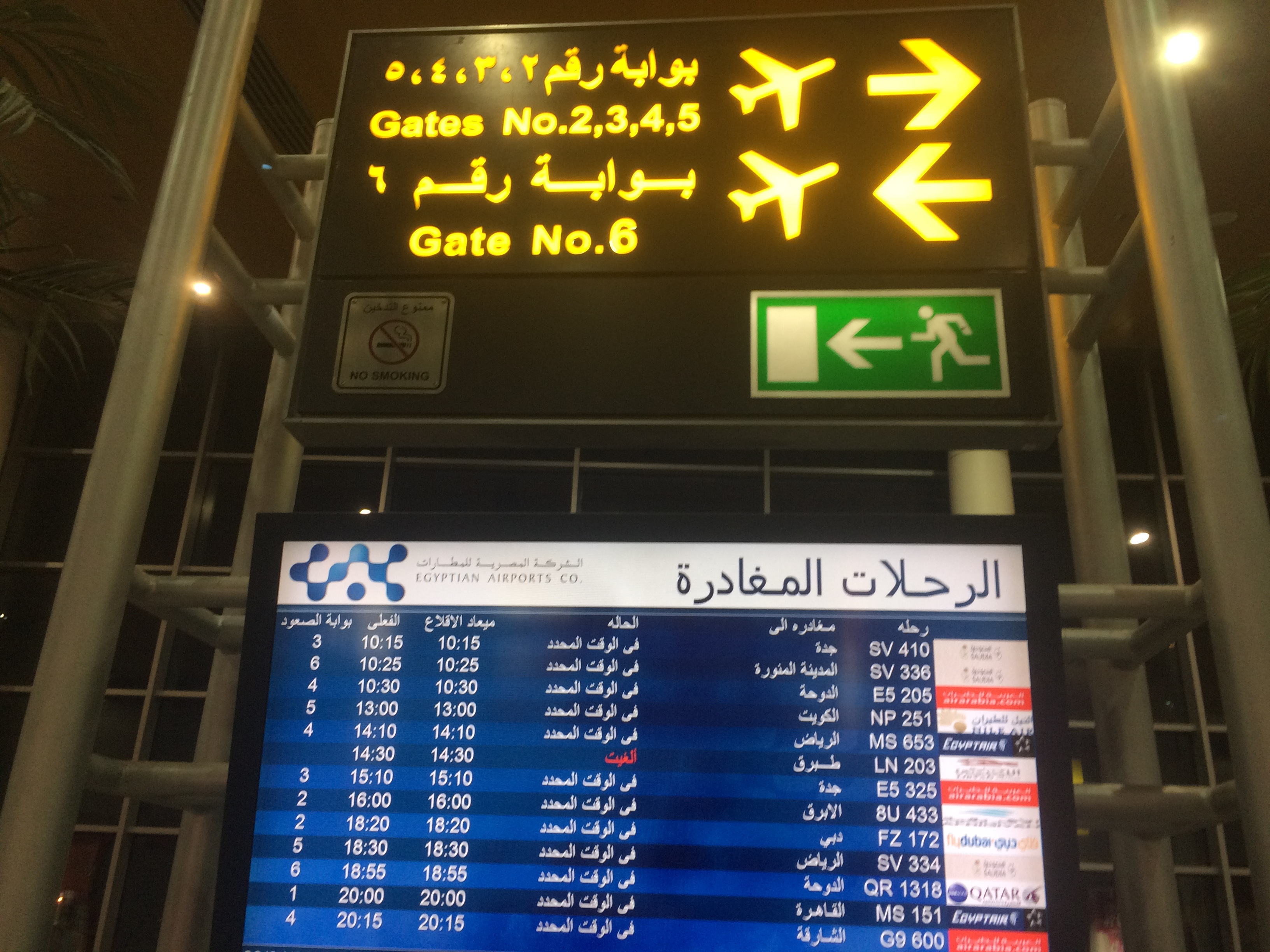
الرحلات المغادرة من المطار والبوابات
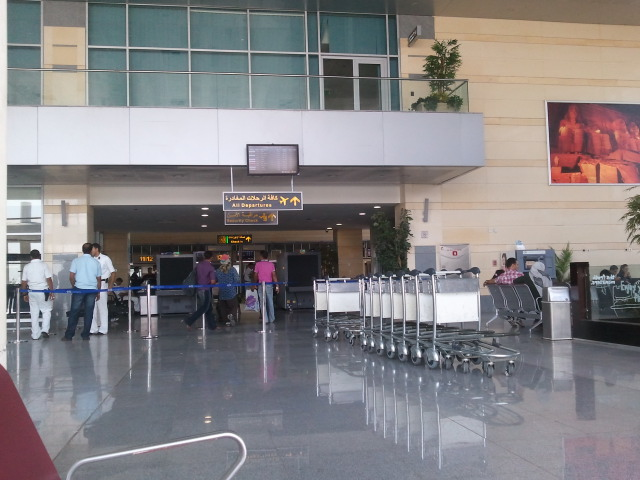
الرحلات المغادرة
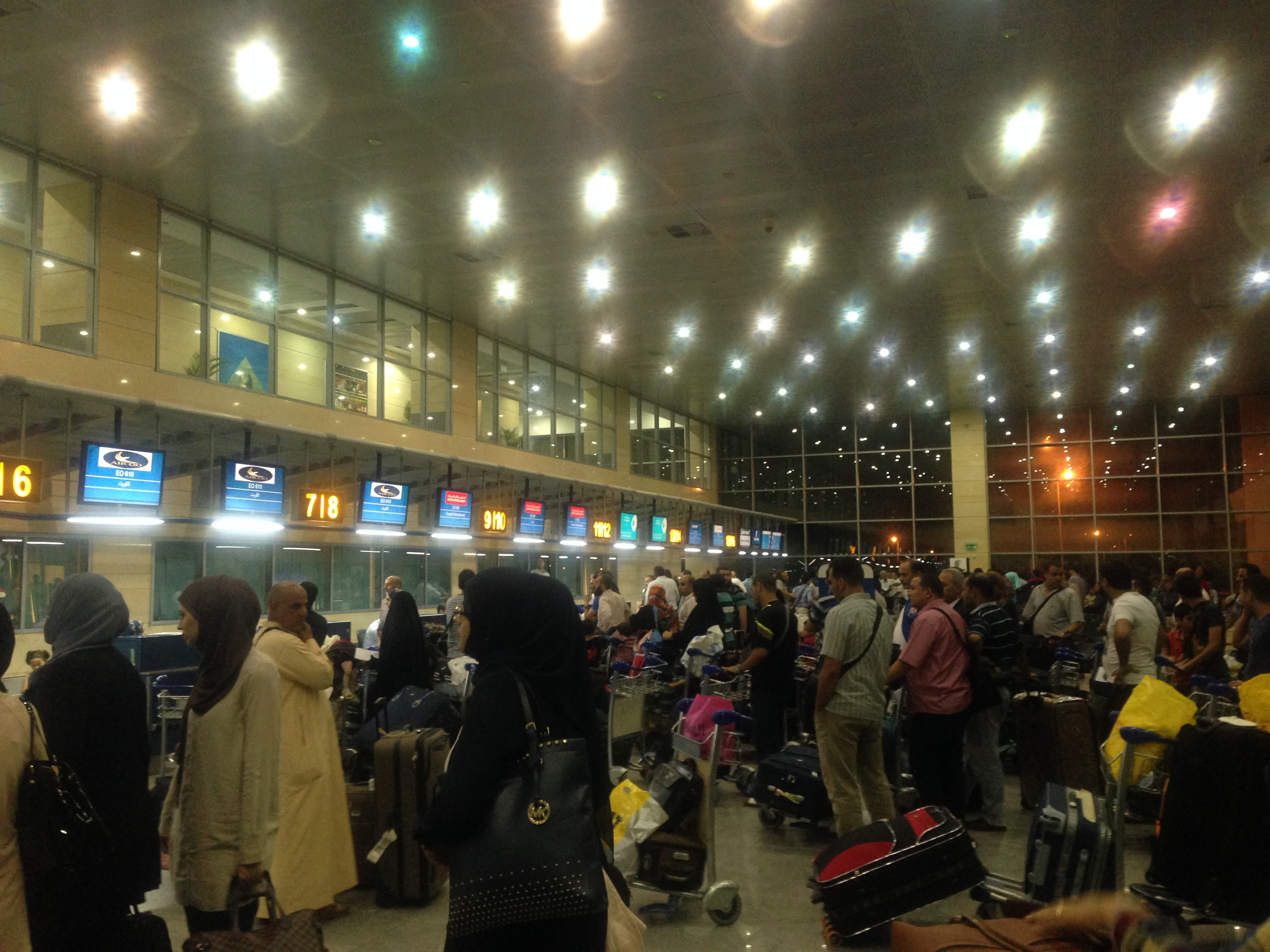
البوابات
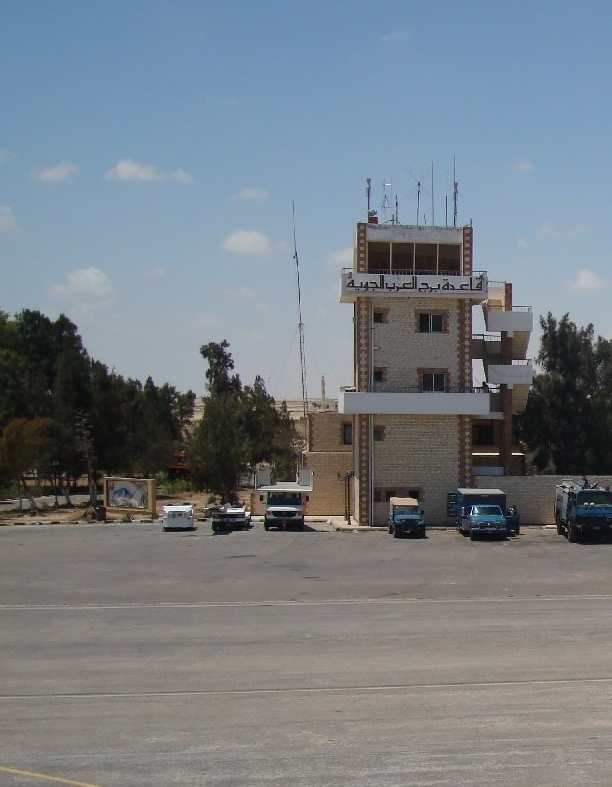
القاعدة الجوية

## وصلات خارجية
- حركة الملاحة الجوية بالمطار على موقع فلايت رادار 24